# 紅塵
『紅塵』（こうじん、原題・英語: Red Dust）は、1932年に製作・公開されたアメリカ合衆国の映画である。

## 概要
ヴィクター・フレミングが監督し、クラーク・ゲーブルとジーン・ハーロウが主演した。
1953年にジョン・フォード監督、ゲーブル主演により『モガンボ』としてリメイクされている。（舞台は本作のフランス領インドシナからアフリカへ移された）

## キャスト
- デニス・カーソン：クラーク・ゲーブル
- ヴァンティン：ジーン・ハーロウ
- ゲーリー・ウィリス：ジーン・レイモンド
- バーバラ（ゲーリーの妻）：メアリー・アスター

## スタッフ
- 監督：ヴィクター・フレミング
- 製作：アーヴィング・タルバーグ、ハント・ストロンバーグ（両者共にクレジットなし）
- 脚本：ジョン・リー・メイヒン
- 撮影：ハロルド・ロッソン
- 編集：ブランチ・シューエル
- 美術：セドリック・ギボンズ
- 衣裳：エイドリアン
- 録音：ダグラス・シアラー